# Pectinopygus gyricornis
Pectinopygus gyricornis är en insektsart som först beskrevs av Henry Denny 1842.  Pectinopygus gyricornis ingår i släktet Pectinopygus och familjen fjäderlöss. Arten är reproducerande i Sverige. Inga underarter finns listade i Catalogue of Life.